# Akkreditáció
Az akkreditáció (más néven akkreditálás) annak a hivatalos elismerése, hogy valamely szervezet vagy intézmény alkalmas bizonyos tevékenységek (vizsgálat, tanúsítás, ellenőrzés) meghatározott feltételek szerinti végzésére. Az akkreditálást csak egy független, a nemzetközi normák szerint minősítő intézmény, a nemzeti akkreditáló szerv végezheti.
Az akkreditáció klasszikus értelme  a diplomáciai életben valamely személy megbízása (pl. nagyköveté) külföldi államban való képviseletre.
Az akkreditáció számos területen (pl. oktatás)  a tevékenység megkezdésének törvényes előfeltétele.

## Magyarországon

### Szervezeti keretei
Magyarországon a nemzeti akkreditálásról a 2015. évi CXXIV. törvény, a Nemzeti Akkreditáló Hatóságról (NAH) és az akkreditálási eljárásról a 424/2015. (XII. 23.) Korm. rendelet rendelkezik. A Nemzeti Akkreditáló Hatóság az iparügyekért felelős miniszter irányítása alá tartozó, központi hivatalként működő központi költségvetési szerv. A NAH Szervezeti és Működési Szabályzatát a 27/2015. (XII. 30.) NGM utasítás tartalmazza.
A fentiek értelmében a Nemzeti Akkreditáló Testület működése 2015. december 31-ével megszűnt, szerepét a NAH vette át 2016. január 1-től.
A NAH 2016-ban megszerezte az Európai Akkreditálási Együttműködés (EA-European cooperation for Accreditation) tagságát és teljes jogú tagként képviseli Magyarországot a szervezetben. Aláírója a kölcsönös elismerési megállapodásoknak (EA Multilateral Agreement - EA MLA) a vizsgálat, kalibrálás, terméktanúsítás, irányítási rendszer tanúsítás, EU ETS hitelesítés és a személytanúsítás területén.
A Nemzeti Akkreditáló Hatóság teljes jogú tagja a Nemzetközi Laboratóriumakkreditálási Együttműködésnek (ILAC- International Laboratory Accreditation Cooperation). Aláírója a kölcsönös elismerési megállapodásoknak (ILAC Mutual Recognition Arrangement - ILAC MRA) a vizsgálat és a kalibrálás területén.
A Nemzeti Akkreditáló Hatóság teljes jogú tagként részt vesz az EMAS Akkreditáló Testületek Fóruma (FALB- Forum of Accreditation and Licensing Bodies) munkájában.
Az európai és nemzetközi kölcsönös elismerési megállapodásokról és azok aláíróiról az alábbi helyek tájékoztatnak: EA MLA, ILAC MRA.
Az akkreditálás célja az egységes európai elvekre épülő akkreditálási rendszerekben elismerést nyert szervezetek iránti bizalom növelése, a vizsgálati, tanúsítási és ellenőrzési tevékenység megbízhatóságának emelése, a vizsgálati eredmények és tanúsítványok kölcsönös elfogadásának elősegítése, megteremtve ezáltal az ismételt vizsgálatok kiküszöbölését.
Egy képzési vagy oktatási intézmény, program akkreditációja annak a külső garantálását jelenti, hogy az intézmény, program megfelelő minőségű és a különféle előírásoknak, akkreditációs szempontoknak megfelelő képzést nyújt. Magyarországon külön szervezetek végzik a felsőoktatási, illetve a felnőttképzési intézmények és programok akkreditációját: Magyar Felsőoktatási Akkreditációs Bizottság(MAB), Felnőttképzési Akkreditáló Testület.

### A MAB
Az intézmény és programakkreditáció keretében a felsőoktatásban folyó képzés, tudományos kutatás, művészeti alkotótevékenység minőségének értékelésére, valamint az intézményi minőségfejlesztési program fejlesztése érdekében tett intézkedések megvalósulásának külső értékelésére és nyomon követésére létrehozott független, országos szakértői testület a Magyar Felsőoktatási Akkreditációs Bizottság (MAB).
A MAB feladatait a Felsőoktatási törvény (109., 110. §) és a MAB-ról szóló 69/2006. (III.28.) Korm. rendelet határozza meg. Ezek a következők.
1. közreműködik a felsőoktatás fejlesztésével összefüggő tervek, az ágazati minőségpolitika elveinek elkészítésében és megvalósulásának figyelemmel kísérésében,
2. figyelemmel kíséri a felsőoktatás minőségfejlesztési tevékenységének és az Európai Felsőoktatási Térség fejlesztése irányelveinek harmonizációját,
3. részt vesz a felsőoktatási képzés és tudományos kutatói, művészeti alkotótevékenység ágazati szintű értékelésében,
4. e törvényben szabályozott módon közreműködik a felsőoktatási intézményekkel kapcsolatos eljárásokban,
5. ötévenként, munkaterve szerint értékeli

- a felsőoktatási intézményben folyó képzési, tudományos kutatási, művészeti alkotótevékenységet, azt, hogy a felsőoktatási intézmény mely képzési, illetve tudományterületen, képzési szinten rendelkezik a szükséges feltételekkel, valamint
- a képzési, tudományos kutatási, művészeti alkotótevékenység fejlesztésére a minőségfejlesztési programban meghatározott intézkedések megvalósulását,

6.  a felsőoktatási intézmény megkeresésére
- szakértői véleményt ad az alap- és mesterképzésben képzés indításáról, a doktori iskola létesítéséről,
- véleményt nyilvánít képzési, tudományos kutatási és művészeti alkotótevékenységről.

A felsőoktatási akkreditációról további részletes információ áll rendelkezésre a MAB honlapján.
Magyarországon a felnőttképzés akkreditációját a Nemzeti Szakképzési és Felnőttképzési Intézet végzi. Akkreditációt egyes intézmények és egyes oktatási programok is nyerhetnek. Az akkreditálás feltétele, hogy a felnőttképzést folytató intézmény rendelkezzen legalább egy általa már megvalósított képzési programmal, valamint működő, annak szakmai munkáját segítő, a képzés színvonalát és a felhasználók igényeinek megfelelő minőséget biztosító szakmai tanácsadó testület hagyja jóvá az intézmény éves képzési tervét, továbbá az intézmény egyéb felnőttképzéshez kapcsolódó szolgáltatást is végezzen. A program-akkreditációs során pedig a képzési cél megvalósíthatóságát, a pedagógiai követelményeknek való megfelelést és ezek alapján hitelesíti a képzési programot, amelyet - az akkreditálást követően -, mint akkreditált képzési programot más felnőttképzést folytató intézmények is alkalmazhatnak.
Kiegészítés:
2009. október 1-jétől már nem kötelező szakmai tanácsadó testületet működtetni. Ennek ellenére, a korábban akkreditált intézményeken a 2009. október 1. előtti SZTT ülések jegyzőkönyveit még számon kérhetik egy esetleges ellenőrzéskor, vagy újbóli akkreditáció benyújtásakor, hiszen minden, a képzésekkel kapcsolatos dokumentációt a felnőttképzési törvény szerint 5 évig meg kell őrizni.
A felnőttképzési akkreditációs kérelmekről a független szakmai testületként működő a Felnőttképzési Akkreditáló Testület dönt, amelyet a munkaügyért felelős miniszter vizsgálhat felül.

## A programakkreditáció
A programakkreditáció egy képzési program akkreditációja, a képzés és képzéstervezés minőségére kíván hatni. Az akkreditációra előkészített képzési programnak nem csak céljában, a megvalósítást érintő feltételeiben kell magas színvonalúnak lennie, hanem a programalkotásnak magának is minőséget kell képviselnie.
A programakkreditáció az intézményi akkreditáció előfeltétele. léteznek olyan pályázatok, melyekben a képzésnek akkreditáltnak kell lennie.
A 2007. január 1-vel életbe lépett jogszabályi előírás szerint az OKJ szerinti szakképesítés megszerzésére irányuló, valamint az akkreditált képzési program felépítése moduláris szerkezetű, így a képzési programot ennek megfelelően kell kidolgozni.
A programakkreditáció esetén a Nemzeti Munkaügyi Hivatalnak igazgatási szolgáltatási díjat kell fizetni a képzési program óraszámának függvényében.
A program elbírálását a Felnőttképzési Akkreditáló Testület végzi. Az eljárás körülbelül 2 hónapot vesz igénybe. A beküldött program először formai áttekintésre, majd a szakértők által tartalmi értékelésre kerül. A programakkreditációt a 24/2004 (VII.22.) FMM-rendelet szabályozza.

## 2015. évi jogszabályok és módosítások[3]
- 2015. évi CCXXVIII. törvény a nemzeti akkreditálásról szóló 2015. évi CXXIV. törvény módosításáról
- 424/2015. (XII. 23.) Korm. rendelet A Nemzeti Akkreditáló Hatóságról és az akkreditálási eljárásról
- 425/2015. (XII. 23.) Korm rendelet A Nemzeti Akkreditáló Testület megszűnéséhez kapcsolódó egyes kormányrendeletek módosításáról
- 1956/2015. (XII. 23.) Korm. határozat Az Akkreditálási Tanácsról